# Kathleen Funchion
Kathleen Funchion (ur. 22 kwietnia 1981 w m. Callan) – irlandzka polityczka i działaczka związkowa, posłanka do Dáil Éireann, deputowana do Parlamentu Europejskiego X kadencji.

## Życiorys
Absolwentka socjologii, ukończyła też podyplomowo prawo pracy. Kształciła się w American College Dublin. Była etatową pracowniczką organizacji związkowej SIPTU. W 2003 dołączyła do Sinn Féin. W 2009 została radną miejską w Kilkenny, a w 2014 radną hrabstwa Kilkenny. W 2016 i 2020 wybierana w skład Dáil Éireann na kolejne kadencje. W 2024 uzyskała natomiast mandat posłanki do Europarlamentu X kadencji.

## Życie prywatne
Jej mężem został polityk David Cullinane.